# آیت وریر
آیت وریر (به فرانسوی: Ait Ourir) یک منطقهٔ مسکونی در مراکش است که در مراکش تانسیفت الحوز واقع شده‌است.

## خصوصیات
آیت وریر ۲۰٬۰۰۵ نفر جمعیت دارد.